# Ли Пън
Ли Пън (китайски: 李鹏, роден на 20 октомври 1928 г.) е китайски политик, вече пенсионер. Ли е четвъртият премиер на Китайската народна република от 1987 до 1998 г. и председател на Постоянния комитет на Общокитайското събрание на народните представители, върховният законодателен орган на Китай, от 1998 г. до 2003 г. През по-голямата част от 1990-те Ли се счита за втори човек в йерархията на комунистическата партия на Китай след генералния секретар на партията Цзян Цзъмин. Той заема мястото си в Постоянния комитет на Политбюро на ЦК на ККП до 2002 г.

## Политическа кариера
След като Дън Сяопин става лидер на Китай в края на 1970-те години, Ли заема редица политически позиции с нарастващо значение, докато в края на краищата стана премиер през 1987 г.
Като премиер Ли е най-видимият представител на китайското правителство, който подкрепя използването на сила, за да потуши протестите на площад „Тянанмън“ през 1989 г. По време на протестите Ли използва властта си като министър-председател, за да обяви военно положение и в сътрудничество с Дън Сяопин – председател на Централната военна комисия – дава заповед за военни действия срещу демонстрантите от юни 1989 г. на площад „Тянанмън“.